# Pułtusk
Pułtusk (en alemán: Ostenburg), pequeña ciudad en la comarca de su mismo nombre y perteneciente al voivodato de Mazovia, se encuentra al norte de este voivodato y limita con el parque natural de Białowieża junta al río Narew. Según la reorganización división administrativa del año 1998, Pułtusk y su comarca dejaron de pertenecer al voivodato de Ciechanowski

## Nombre de leyenda
De acuerdo a una leyenda existente en la zona el nombre del asentamiento original era el Tusk, pero una gran inundación (ya que está a un nivel muy bajo junto al río Narew) destruyó más o menos la mitad del mismo y el pueblo fue rebautizado por los habitantes, añadiendo "Puł" a Tusk, donde Puł es el prefijo polaco que designa "mitad de". A menudo los historiadores señalan que la causa más probable es que tomaran el nombre de un pequeño río llamado Pełta, y de ahí "Pułtusk".

## Historia

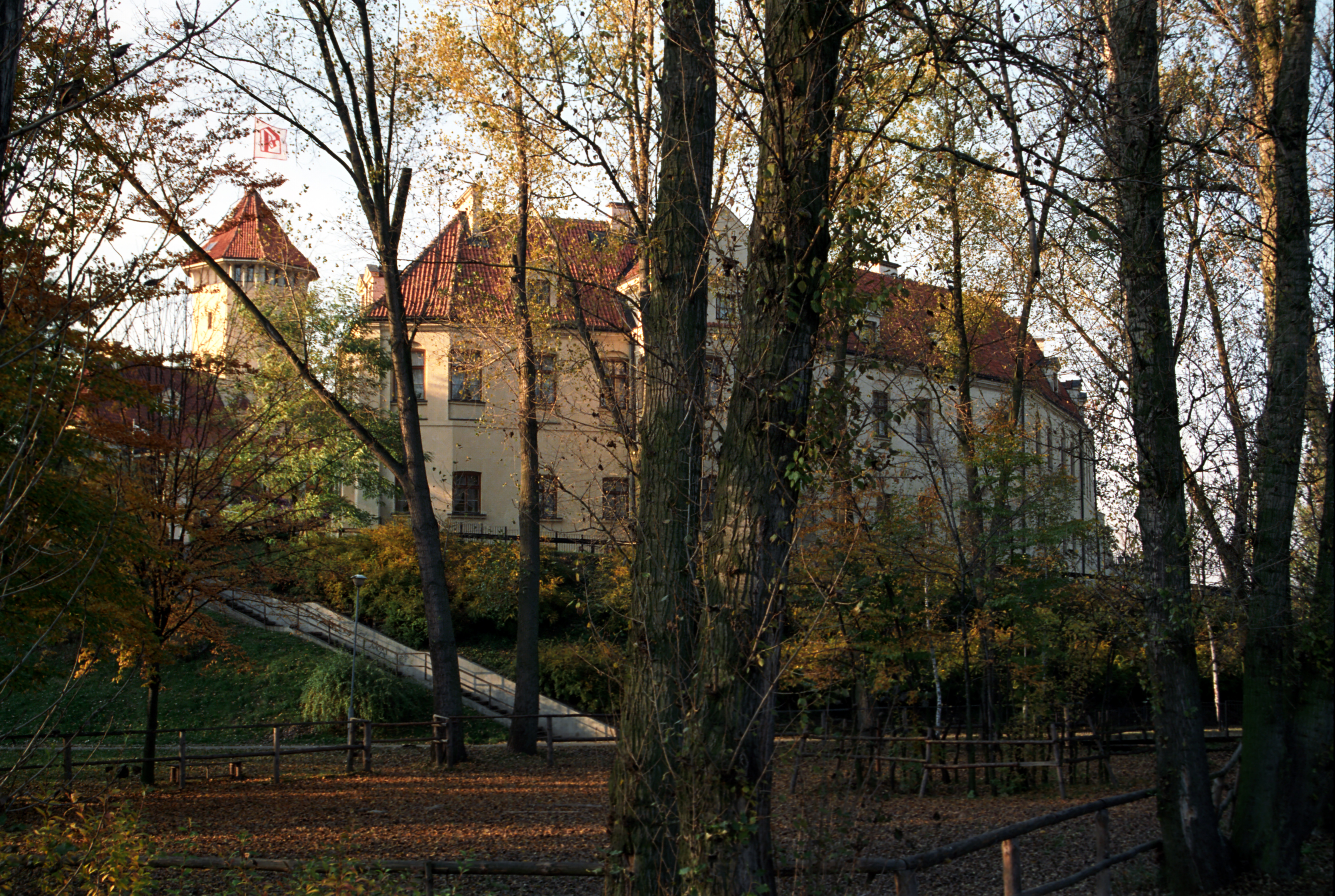
Castillo de Pułtusk.

La existencia de Pułtusk se remonta al siglo X. Durante la Edad Media se convirtió en un puesto de defensa muy importante contra Lituanos y Prusianos gracias a su castillo.
Derechos de Urbe La concesión de villa le fue otorgada durante el reinado de Siemowita I en 1257, y la de ciudad en 1339 siendo obispo de Płock Clemente Pierzchałę, y rearfimadas en los años 1380 y 1405. Pułtusk se convirtió en la tercera ciudad de Mazovia, tras Varsovia y Płock, con murallas y Fortificaciones.
A partir del siglo XI, Pułtusk albergó el obispado de Płock.
En los alrededores de Pułtusk, en 1806, tuvo lugar una cruenta batalla entre el ejército de Napoleónico y el del Imperio Ruso, conocida como la Batalla de Pułtusk. El desenlace a favor de Napoleón se conmemoró con la construcción en París del Arco de triunfo. Napoléon volvió a Pułtusk en 1812.
El 30 de enero de 1816, una lluvia impresionante de meteoritos cayó en Pułtusk, conocida como Pułtuskim. Los restos más grandes del meterorito/s pesan alrededor de 8 a 9 kg encontrándose en Museo Británico y Museo de Ciencias de Varsovia.
En 1823 gran parte de la ciudad de Pułtusk fue pasto de las llamas, un periodista joven llamado Henryk Sienkiewicz, que trabajaba para La Gazeta de Varsovia, fue quien cubrió esta noticia, y que más tarde le ayudaría para describir el incendio de Roma de la mundialmente conocida novela suya Quo Vadis?.

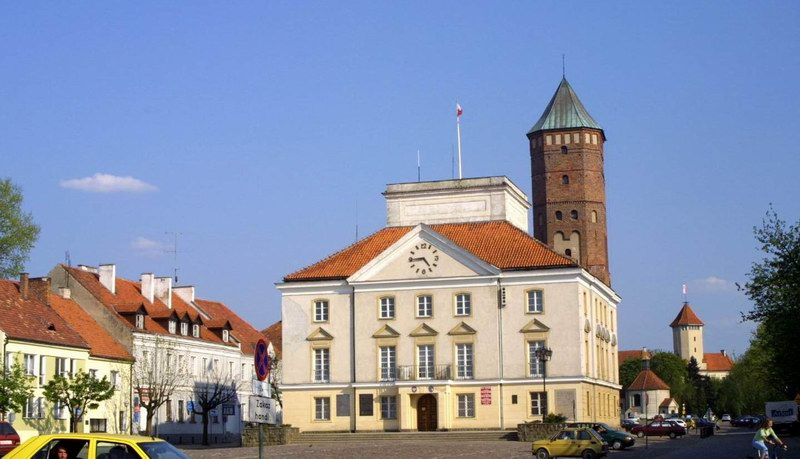
Ayuntamiento.

Durante la Polonia Pułtusk tuvo destacamento militar, el regimiento de Infantería número 13.
Durante la Segunda Guerra Mundial el 85% de la ciudad fue destruido. Gran parte de los edificios fueron reconstruidos en las décadas siguientes a la finalización de la guerra.
Pułtusk posee la plaza más larga de Europa con 382 metros de longitud.